# Bischöfliche Akademie des Bistums Aachen

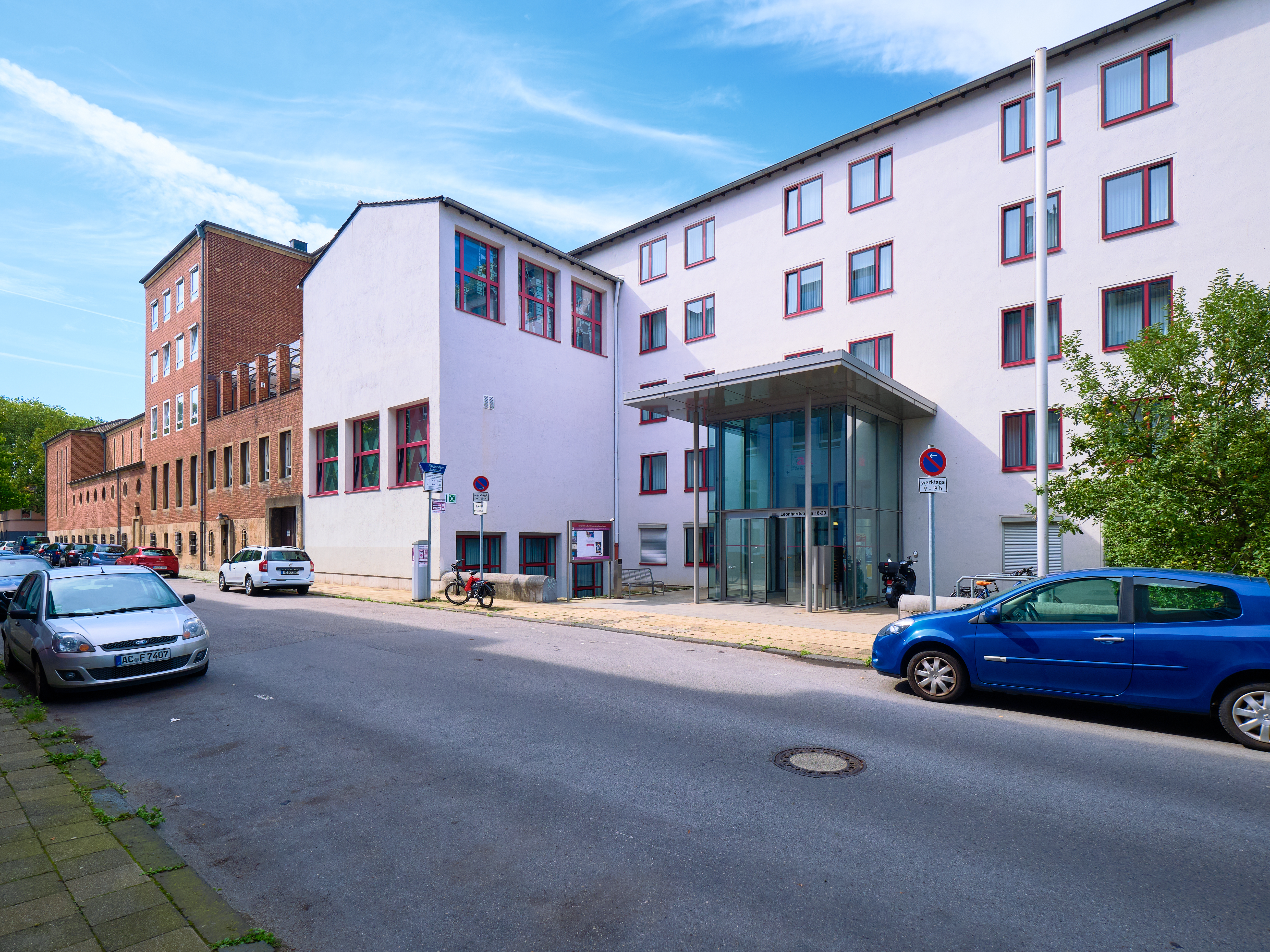
Die bischöfliche Akademie in der Leonhardstraße

Die Bischöfliche Akademie des Bistums Aachen ist eine Einrichtung der katholischen Erwachsenenbildung des Bistums Aachen. Sie steht im Verbund der deutschen katholischen Akademien. Sie steht als profilierter Ort zur Begleitung von Transformationsprozessen bei den Themen bereit, an denen sich Kirche und Gesellschaft berühren. Das eigene Akademieprogramm richtet sich an Interessierte, die sich lebenslang mit religiösen und theologischen Grundfragen, mit Kultur und Ethik beschäftigen. Das Haus mit Tagungs- und Hotelbetrieb bietet Räume im Komplex dreier Gebäude: dem Bildungshaus des Bistums, dem einstigen Priesterseminar und dem ehemaligen Bischofshaus nahe dem Aachener Hauptbahnhof. Die Akademie ist durch den Gütesiegelverbund Weiterbildung zertifiziert.

## Geschichte
Kurz vor Ende seiner Amtszeit konnte der Aachener Bischof Johannes Joseph van der Velden im Jahre 1953 mit der Einweihung des nach Plänen von Dombaumeister Felix Kreusch errichteten Bildungszentrums, dem August-Pieper-Haus, den Grundstein für einen Nachkriegsaufbruch der katholischen Bildungsarbeit im Bistum Aachen legen. Damit trat es im Bistum das Erbe des nach dem Kriege untergegangenen Volksvereins für das katholische Deutschland an, dessen vormalige Vereinsdirektoren sowohl August Pieper als auch Bischof Van der Velden waren. Im Zentrum standen hier zunächst und über lange Zeit Fragen der katholischen Soziallehre, dem Namensgeber des Hauses August Pieper folgend.
Die Akademie wurde 1956 im Bildungshaus gegründet. Sie wurde früh Mitglied der im ähnlichen Zeitraum gegründeten Arbeitsgemeinschaft katholisch-sozialer Bildungswerke. Im Laufe der Zeit wurden vermehrt Themen spiritueller und (inter-)kultureller sowie der interreligiösen Bildung aufgegriffen, wobei die diesbezügliche Weitsicht von Bischof Klaus Hemmerle fördernd war. Den Schwerpunkt des jüdisch-christlichen Dialogs profilierte seit den späten 1980er-Jahren der damalige Direktor Hans Hermann Henrix mit internationalem Renommee.
Bis zum Jahr 2005 mussten aufgrund von Sparzwängen vier von ehemals fünf Akademiehäusern (der „Brunnenhof“ in Mönchengladbach, das „Papst-Johannes-Haus“ in Krefeld, das „Haus Maria Rast“ bei Euskirchen und die „Wildenburg“ in der Eifel) als Außenstellen der Akademie geschlossen werden. Zu Beginn des Jahres 2019 wurde nach gut belegten neuen Forschungen zu August Piepers Verhältnis zum Nationalsozialismus der Name August-Pieper-Haus für die Aachener Tagungsstätte aufgegeben.
Nach der Zusammenlegung der drei Gebäude, Bildungshaus, Priesterseminar und ehemaliges Bischofshaus, wird auch der Akademiegarten stärker in die Gesamtbetrachtung der Bildungseinrichtung einbezogen. Er umfasst noch einen Teil des Gartens, die der Aachener Tuchfabrikant Carl Delius 1899 mit dem Bau seiner Villa (1888) anlegen und vergrößern ließ. Die Villa Delius wurde im Jahr 1961 abgerissen, die prächtige Gittereinfassung blieb erhalten.  Die Geschichte und Gestaltung des Akademiegartens war im Sommer 2023 Semesterthema des Masterstudiengangs am Institut für Landschaftsarchitektur der RWTH University Aachen.

## Gegenwart und Herausforderungen
Gegenwärtig widmet sich die Akademie unter der Leitung ihrer Direktorin Angela Reinders verstärkt dem Gründungsauftrag: als gesellschaftliches Laboratorium Raum für das Gespräch zwischen Kirche und Gesellschaft anbieten, um soziokulturelle Themen zu begleiten, die Demokratiefähigkeit und den sozialen Zusammenhalt stärken sowie den Dialog mit anderen Religionen suchen.